# Supercoppa ucraina 2018 (pallavolo femminile)
La Supercoppa ucraina 2018 si è svolta il 22 settembre 2018: al torneo hanno partecipato due squadre di club ucraine e la vittoria finale è andata per la terza volta consecutiva al Chimik.

## Regolamento
Le squadre hanno disputato una gara unica.

## Squadre partecipanti
| Squadra   | Qualificazione                                         | Ultima partecipazione   |
| --------- | ------------------------------------------------------ | ----------------------- |
| Chimik    | Vincitrice Superliha 2017-18/Coppa d'Ucraina 2017-2018 | Supercoppa ucraina 2017 |
| Halyčanka | Finalista Coppa d'Ucraina 2017-2018                    | Supercoppa ucraina 2017 |

## Torneo
| 22 settembre 2018 SK Odjusš, Luc'k Durata: 0h:59 - Spettatori: 417 | Chimik | 3 - 0 | Halyčanka | 25-12, 25-21, 25-9 |